# Cheiloneurus gonatopodis
Cheiloneurus gonatopodis är en stekelart som beskrevs av Perkins 1906. Cheiloneurus gonatopodis ingår i släktet Cheiloneurus och familjen sköldlussteklar.
Artens utbredningsområde är:
- Mauritius.
- Madagaskar.

Inga underarter finns listade i Catalogue of Life.